# Кривая сабля полной луны (фильм)
«Кривая сабля полной луны» (кит. трад. 圓月彎刀, палл. Юань юэ вань дао, англ. Full Moon Scimitar) — художественный фильм 1979 года с участием Дерека И и Лизы Ван, снятый Чу Юанем по мотивам романа Гу Луна на студии братьев Шао. Картина также встречается под названиями «Ятаган полной луны» и «Клинок полной луны».

## Сюжет
Молодой фехтовальщик Дин Пэн хочет победить Лю Жосуна на дуэли, чтобы стать лучшим в боевом мире. Когда Дин Пэн спасает девушку по имени Кэсяо от бандитов, она склоняет его провести с ней ночь. Проснувшись следующим утром, молодой воин обнаруживает, что его руководство по кунг-фу исчезло. Выясняется, что Кэсяо — жена Жосуна, который впоследствии не только побеждает Пэна в схватке, но и доказывает, что покойный отец Пэна когда-то украл пособие у клана Удан, что заставляет побеждённого уйти из боевого мира с позором.
В результате неудачной попытки покончить с собой, Дин Пэн попадает в потусторонний мир, где встречает девушку-призрака Цин-цин, которая оберегает легендарную «кривую саблю полной луны». Цин-цин становится его наставницей, защитницей и любовницей, а после победы Пэна над её собратьями-призраками пара возвращается в мир смертных, где девушка-призрак мстит злодеям. Тем не менее побеждённый Лю Жосун неожиданно для всех просит Дин Пэна взять его в ученики. Благодаря кривой сабле и советнице Жосуна Дин Пэн занимает место сильнейшего, но амбиции молодого победителя сказываются на его отношениях с Цин-цин.

## В ролях
| Актёр        | Роль                    |
| ------------ | ----------------------- |
| Дерек И      | Дин Пэн                 |
| Лиза Ван     | Цин-цин                 |
| Вон Юн       | Лю Жосун                |
| Мэг Лам      | Ли Кэсяо                |
| Джонни Ван   | Бессмертный Кондор      |
| Ку Куньчун   | молодой господин        |
| Норман Чхёй  | Сун Чжун                |
| Цзин Мяо     | Дунфан Бубай            |
| Юнь Ва       | член клана Чёрного Зла  |
| Юэ Хуа       | Се Сяофэн (камео)       |
| Хелен Пхунь  | Наньгун Фэньянь (камео) |
| Чхёй Куайхён | Лань-лань (камео)       |

## Кассовые сборы
Фильм «Кривая сабля полной луны» вышел в прокат Гонконга 25 января 1979 года и находился в нём по 8 февраля, в результате чего фильм собрал 2 474 940 HK$.

## Восприятие
Кинокритики оценивают фильм как сдержанно, так и позитивно.